# Lied vur Limburg
Lied vur Limburg is een single van de Limburgse band Rowwen Hèze. De single werd op 27 juni 2007 gepresenteerd en in de daaropvolgende week gratis verstrekt door Media Groep Limburg, Provincie Limburg en de band zelf ter gelegenheid van de vijftigste verjaardag van zanger Jack Poels.
De "ode aan Limburg" werd opgenomen met medewerking van het Limburgs Symfonie Orkest en het Venloos Vocaal Ensemble. De tekst en muziek zijn geschreven door Jack Poels; Nard Reijnders componeerde de arrangementen.
Er werden 25.000 exemplaren van de single uitgedeeld in Limburg. Zo was deze gratis te verkrijgen bij alle vestigingen van Dagblad de Limburger en het Limburgs Dagblad en kregen alle fanclubleden (ook buiten Limburg) een exemplaar van de speciaal geschreven wals thuisgestuurd. Daarnaast kan Lied vur Limburg gratis worden gedownload via de websites van de deelnemende partijen.
De single werd op Poels' verjaardag gepresenteerd in het gouvernement in Maastricht door de zanger zelf en gedeputeerde Odile Wolfs door samen het nummer voor het eerst te downloaden.
De eerste dag van de gratis verstrekking waren al ongeveer 16.000 exemplaren afgehaald. Voor het Roermondse kantoor van Dagblad De Limburger stond zelfs zo nu en dan een rij. Mensen die geen abonnee waren en dus de bon uit de krant niet hadden, kochten losse exemplaren van de krant waardoor de losse verkoop op die dag fors hoger was dan gebruikelijk.